# Llano de Amuzgos
Llano de Amuzgos är en ort i Mexiko.   Den ligger i kommunen San Pedro Amuzgos och delstaten Oaxaca, i den sydöstra delen av landet, 300 km söder om huvudstaden Mexico City. Llano de Amuzgos ligger 514 meter över havet och antalet invånare är 245.
Terrängen runt Llano de Amuzgos är huvudsakligen kuperad, men den allra närmaste omgivningen är platt. Terrängen runt Llano de Amuzgos sluttar norrut. Runt Llano de Amuzgos är det glesbefolkat, med 14 invånare per kvadratkilometer. Närmaste större samhälle är San Pedro Amuzgos, 5,2 km väster om Llano de Amuzgos. Omgivningarna runt Llano de Amuzgos är en mosaik av jordbruksmark och naturlig växtlighet.